# Alecrim Futebol Clube
L'Alecrim Futebol Clube és un club de futbol brasiler de la ciutat de Natal a l'estat de Rio Grande do Norte.

## Història
El club va ser fundat el 15 d'agost de 1915 per un grup de joves entre els quals es trobava el futur president brasiler João Café Filho. Guanyà el Campionat potiguar sis cops. Competí al Campeonato Brasileiro Série A el 1986.

## Estadi
El club jugava a l'estadi Dr. João Cláudio Vasconcelos Machado, conegut com a Machadão. Té una capacitat per a 45.000 espectadors. Des del 2013, juga a l'Estadi Luís Rios Bacurau, conegut com a Ninho do Periquito, amb capacitat per a 10.500 espectadors.

## Palmarès
- Campionat potiguar:
  - 1925, 1963, 1964, 1968, 1985, 1986

- Campeonato Brasileiro Série D:
  - 2009